# Meeting People Is Easy
Meeting People Is Easy je britský dokumentární film pojednávající o rockové skupině Radiohead. Natočil jej režisér Grant Gee během turné k jejich albu OK Computer a premiéru měl v listopadu 1998. Vedle záběrů z koncertů a rozhovorů se členy skupiny film obsahuje také pohled do zákulisí a také několik dříve nevydaných písní.